# Johann Adam Breunig

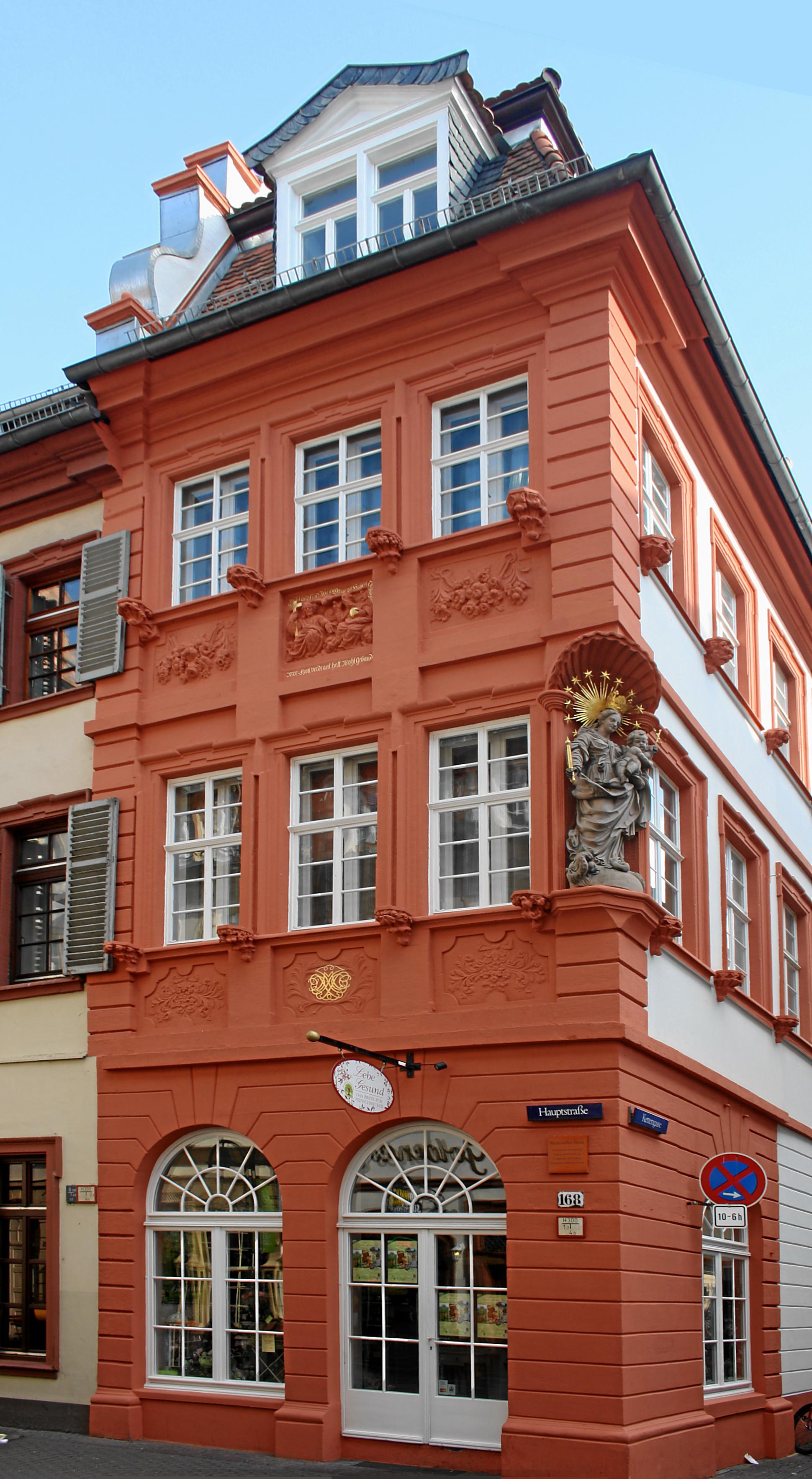
Das Haus Meder in der Heidelberger Altstadt

Johann Adam Breunig (* um 1660 in Mainz; † 1727) war ein deutscher Hofbaumeister und Architekt des Barocks.
Durch den nach dem Pfälzischen Erbfolgekrieg auf Veranlassung von Kurfürst Johann Wilhelm betriebenen Wiederaufbau Heidelbergs hatten Breunig und andere Architekten ein weites Betätigungsfeld.

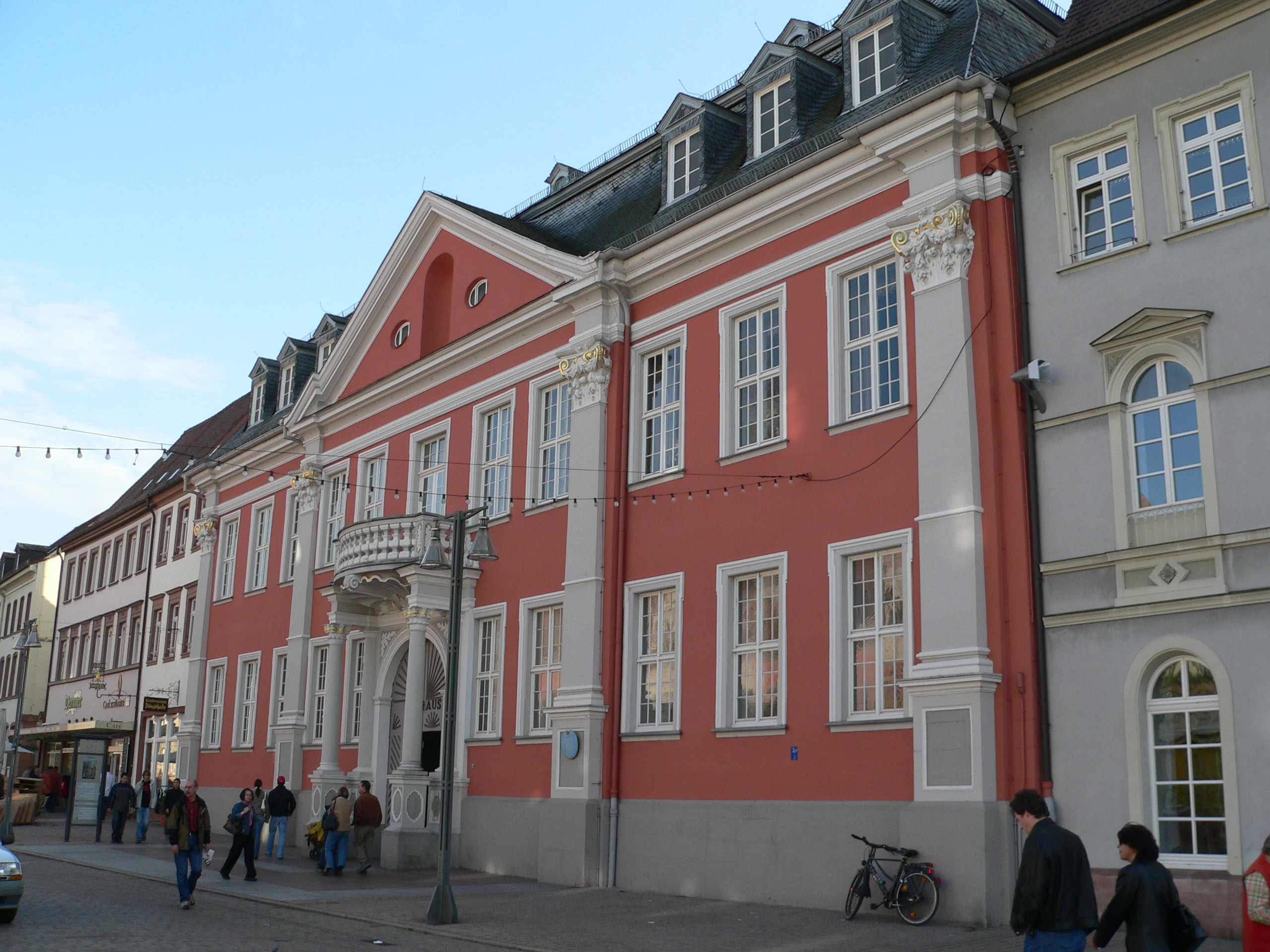
Das Alte Rathaus von Speyer

Im Heidelberg des 18. Jahrhunderts baute er das Hauptgebäude der Universität (Domus Wilhelmina), die Jesuitenkirche, das Jesuitengymnasium sowie einige Stadtpalais für wohlhabende Bürger. Unter anderem wird ihm der Entwurf für das Palais Weimar in der Hauptstraße zugeschrieben.
Nach seinen Plänen von 1714 erfolgten der Umbau des Hauses „Zur Blauen Lilie“ in Heidelberg zum Betsaal der jüdischen Gemeinde und ab 1720 von Schloss Ahrenthal bei Sinzig. Das alte Rathaus von Speyer erbaute Breunig zwischen 1712 und 1726.